# Léon Lesoil
Léon Lesoil (né le 22 janvier 1892 à Estinnes-au-Mont en province du Hainaut et mort le 3 mai 1942 au camp de concentration de Neuengamme) est un fondateur et dirigeant du Parti communiste de Belgique, délégué au IVe congrès de l’Internationale Communiste, dirigeant de l’Opposition de gauche trotskyste et fondateur du Parti Socialiste révolutionnaire et de la Quatrième Internationale.

## Biographie

### Enfance et jeunesse
Entré à l'usine à l'âge de 13 ans, Léon Lesoil travaille le jour et étudie le soir. Préoccupé de pousser ses études qui doivent lui permettre de se construire une position sociale, il partage son temps entre le travail à l'usine, l'étude et les divers loisirs de la jeunesse des bassins miniers.
A 17 ans, il reçoit le diplôme de géomètre et à 21 ans, celui de conducteur de travaux des mines. Ajourné à deux reprises comme milicien, en 1912 et 1913, pour faiblesse de complexion, il est réformé définitivement en 1914. Comme il le dira lui-même, il est à ce moment indifférent au mouvement ouvrier et à l'histoire des peuples.

### La Première Guerre mondiale: grandeur et désillusions
La guerre éclate. Il s'engage. Il croit alors fermement, être la cause du Droit, de la Justice, de l'humanité. Il croit que la victoire militaire apportera la paix au monde. Il lutte pour que cette guerre soit la dernière des guerres. Puis, selon ses dires, il voit s’écrouler tous ses espoirs. Il assiste aux disputes des diplomates, représentants des gouvernements alliés, s'arrachant les gisements de charbon, de fer, de potasse, de pétrole. Il voit les anciens combattants, les veuves, les orphelins, comme sacrifiés aux intérêts des riches. Il voit les bourgeoisies, dans chaque pays, préparer de nouveaux armements, entraînant à de nouvelles guerres. Il voit « le capitalisme, dans tous les pays, continuer le terrible système d'exploitation du peuple ». Pour lui « C'était une guerre d'argent ! C'était une guerre pour les coffres-forts ! »
Léon Lesoil s'éveille donc à la vie politique pendant la Première Guerre mondiale.
Il fait partie du Corps des Auto Canons Mitrailleuses qui est parti sur le front russe en 1916. Il y acquiert le grade de maréchal des logis, est plusieurs fois grièvement blessé et est cité deux fois à l’ordre du jour, apprécié de ses camarades comme de ses chefs.

### Influence de la révolution russe et entrée dans le mouvement ouvrier
Témoin de la révolution d’octobre, Lesoil participe aux événements révolutionnaires et devient communiste en 1918. 
Son corps d’armée devant quitter la Russie, il passe par Vladivostok pour rejoindre les États-Unis. Là, dans une assemblée d'officiers de toutes les nations alliées, où il était question de recruter des hommes pour lutter contre le bolchévisme, Lesoil se lève pour combattre cette proposition et prend la défense des bolchéviques et du régime soviétique. Cela lui valut l'expulsion immédiate du pays. Vingt-quatre heures après, il était invité à s'embarquer et à traverser l'Océan.
Rentré à Châtelineau, il s’affilie au Parti Ouvrier Belge. Il milite dans le mouvement syndical, dans la Fédération socialiste de Charleroi et au sein des Anciens Combattants socialistes où il se fait remarquer dans les meetings antimilitaristes.
C’est aussi à ce moment-là qu’il rencontre Madeleine Werbrouck avec qui il a un enfant en 1920.

### Fondateur et dirigeant duParti communiste de Belgique
Lors de la fusion de l’aile gauche du Parti Ouvrier Belge et de l’ancien parti communiste, Lesoil quitte le POB et se consacre à l’organisation et à l’affermissement de la Fédération communiste de Charleroi. Il est alors un agitateur très actif dans la région de Charleroi. Il écrit alors régulièrement dans le journal du parti, le Drapeau rouge.
Il travaille à ce moment en qualité de géomètre au charbonnage du Gouffre à Châtelineau. La direction ne peut tolérer longtemps la présence d’un propagandiste communiste au milieu de son personnel et elle n'attend que l'occasion de s'en débarrasser. Cette occasion se présente lors du Ier congrès international des organisations communistes qui se tient à Berlin au lendemain de la guerre, pour venir en aide à la Russie affamée par le blocus de l'Entente. Choisi par le Parti Communiste belge pour le représenter à ce congrès, Lesoil demande à la direction du charbonnage un congé de 15 jours. Celle-ci le place devant l'alternative de renoncer à assister au congrès ou d'être renvoyé. Lesoil n'hésite pas. Il se rend au congrès et perd son emploi.
Pour gagner sa vie, il doit s'engager dans un autre charbonnage comme ouvrier à veine. En 1923, lors de la grève du Borinage, il est renvoyé des charbonnages pour avoir mené une grève de solidarité avec les mineurs Borains. Il est à ce moment exclu de la Centrale syndicale des Mineurs pour son activité révolutionnaire. Après son exclusion, il milite auprès des Chevaliers du travail.
En 1922, il fait partie de la délégation belge au IVème congrès de l’Internationale Communiste. Il présente aussi un rapport sur la situation des syndicats belges devant l’Internationale Syndicale Rouge.
Lors de l’affaire du « Grand Complot » en 1923, Lesoil, avec les autres militants du PCB, est emprisonné pour « complot contre la sureté de l’Etat ». La justice belge réagit à la participation des communistes à la Conférence d’Essen contre l’Occupation de la Ruhr. Son ancien chef pendant la guerre, le commandant Oudenne, viendra devant la Cour d'Assises rendre ce témoignage : « Je n'ai plus connu Lesoil depuis la guerre. Nos chemins ont été divergents. Mais maintenant qu’il est là, sur le banc de la Cour d'Assises, je tiens à déclarer que je lui garde toute mon estime et toute mon affection. Et j'espère que Lesoil de son côté, a gardé pour moi les mêmes sentiments ». De telles paroles pour un militaire de carrière défendant un communiste n’ont pas laissé indifférent les assistants au procès.
Finalement, comme tous les autres cadres communistes dirigeants, Lesoil est libéré.
En 1925, il est en tête de la liste du PCB de Charleroi pour les élections législatives pour Charleroi. Il est alors secrétaire de la Fédération communiste de Charleroi, membre du Comité Central et du Bureau Exécutif du Parti Communiste.
En 1927, il devient permanent du parti à Liège.

### Fondateur et dirigeant de l’Opposition trotskyste en Belgique
En 1928, quand éclate la lutte entre fractions rivales. Il prend résolument parti pour l’opposition. Il est exclu en même temps que War Van Overstraeten, Adhémar Hennaut, Guillaume Bourgeois, Michel Lootens et Charles Plisnier entre autres.
Le parti communiste perd alors la majorité de ses cadres et ses effectifs fondent. L’année suivante, la présentation d’une liste oppositionnelle aux élections partielles d’Anvers est un succès : l’opposition de gauche fait de meilleurs scores que le PCB. Tout semble bien s’annoncer pour l’opposition.
Néanmoins, la démoralisation, l’isolement et les dissensions minent l’opposition. Ne voulant pas suivre les thèses trotskystes, Hennaut qui dirigera plus tard la Ligue des Communistes Internationaliste constituée des débris de différentes centrales oppositionnelles, milite pour la création immédiate d’un nouveau parti communiste. Lesoil, convaincu et fidèle aux thèses de Trotsky qu’il a rencontré et avec qui il a une correspondance suivie, scissionne et organise la plus grande partie du groupe oppositionnel basé sur la Fédération de Charleroi. La nouvelle politique est celle de l'entrisme : les trotkystes intègrent le POB. Lesoil n'y est personnellement pas admis.
En 1932, Lesoil est un des dirigeants de la grève des mineurs de Charleroi.
Les trotskystes sont exclus du POB en 1936, après quoi, ils fondent le Parti Socialiste Révolutionnaire dont il est un des dirigeants avec Georges Vereecken et Walter Dauge.
En 1938, Lesoil se déplace à Genève lors de la création de la Quatrième Internationale.

### Déportation
Arrêté par la Gestapo le 22 juin 1941, lors de l'attaque de l'Allemagne contre la Russie, il est interné d'abord dans la forteresse de Huy, ensuite au camp de Hambourg-Neuengamme, où il mourut le 3 mai 1942, emporté par le typhus,.